# Нелговка (село в Приморски район)
Вижте пояснителната страница за други значения на Нелговка.
Нелговка (на украински: Нельгівка, на руски: Нельговка) е село в Украйна, разположено в Приморски район, Запорожка област. През 2001 година населението му е 554 души.